# Paratullbergia macdougalli
Paratullbergia macdougalli is een springstaartensoort uit de familie van de Tullbergiidae. De wetenschappelijke naam van de soort is voor het eerst geldig gepubliceerd in 1936 door Bagnall.